# 야마다 기미오
야마다 기미오(일본어: 山田規三生, 1972년 9월 9일 오사카시 ~ )는 일본의 바둑 기사이다.

## 약력
- 1972년 4월 9일 일본 오사카부 오사카시 출생
- 1989년 : 입단,초단
- 1990년 : 2단
- 1991년 : 3단
- 1992년 : 신인상 수상.
- 1993년 : 제24기 신예전 우승. 승단대회 1부 우승. 4단
- 1995년 : 7단 승단
- 1997년 : 제45기 왕좌전 우승으로 관서총본부 소속기사로는 첫 공식타이틀 홀더가 됨 (대 류시훈 3:1). 제22기 신인왕전 우승(대 아오키 기쿠요)
- 1998년 : 제28기 신예전 우승
- 1999년 : 제8기 용성전 우승
- 2000년 : 8단 승단. 제5회 삼성화재배 준우승
- 2003년 : 제8회 삼성화재배 8강.
- 2004년 : 제29기 작은기성전 준우승.(대 요다 노리모토 1:3)
- 2006년 : 9단 승단, 제61기 혼인보 준우승(대 다카오 신지 2:4)
- 2009년 : 제57기 왕좌전 준우승 (대 장쉬 0:3)
- 2010년 : 광저우 아시안게임 남자단체전 동메달,제58기 왕좌전 준우승 (대 장쉬 0:3)
- 2011년 : 제58기 NHK배 우승